# 吕嘉 (画家)
吕嘉（1954年3月14日—），女，原籍江苏响水，生于北京，旅美油画家，其艺术作品是东方和西方感情的完美融合，并以展示女性形象为主。

## 生平
吕嘉，原名吕佳，1954年出生于北京。早年曾是手术室护士、演员、和杂志编辑。1980年，她考入中央工艺美术学院进修（现隶属于清华大学），并从师于范曾先生学习中国人物水墨画。

### 艺术生涯
1983年，吕嘉离开中国赴加拿大，并在多伦多艺术学院（Toronto School of Art） 进行深造。后来，她又在约克大学视觉艺术系（York University Faculty of Visual Art） 就读研究生课程。此时，吕嘉还入选成为安大略省中国艺术家协会 （Ontario China Artists Association） 会员，后任常务理事。
1989年, 塞尼亚公共美术馆(Sarnia Public Art Gallery) 和1994年，埃德蒙顿艺术博物馆（Edmonton Art Gallery），也就是现在的阿尔伯塔艺术馆（the Art Gallery of Alberta） 分别为吕嘉举办了首次大型个人作品展览。
1983年到1995年期间，吕嘉致力于中国水墨画和混合材料画法的艺术创作，并多次在安大略省和阿尔伯塔的画廊举办作品展览。从1990年到1993年，吕嘉在中国和日本两地，对敦煌莫高窟等西域佛教石窟以及日本的寺庙艺术进行全面的考察。同时，吕嘉完成了一副面积达700平方米的巨幅佛教艺术创作，被誉为“世界上最大的佛教壁画”的设计师。
1995年，欧洲之旅之后，吕嘉将绘画手法转向油画，并开始写实主义的人物绘画创作。
1997年，吕嘉在洛杉矶定居，并继续她的艺术事业。从1997年到2007年，吕嘉的作品每年都会在国际艺术博览会（International Art Expo）和美国及加拿大的画廊进行展出。
1999年，在巴黎举办的联合国教科文组织 中国文化周（UNESCO China Culture Week）上，吕嘉应邀与另两位艺术家代表中国参展，并展出了她的15幅大型油画作品。
2000年，吕嘉是第一位在纽约联合国总部举办个人画展的中国女艺术家。此外，她的限量版作品《无界》（Armillary Sphere）被《美国艺术杂志》（U.S. Art Magazine）选为2000年最优秀的5幅艺术作品之一。
2002年，吕嘉的作品在位于美国帕萨迪纳市的太平洋亚洲博物馆（Pacific Asia Museum）进行展出。
2009年，吕嘉在中国参加上海国际艺术博览会（Shanghai International Art Fair）和经典北京（Fine Art Beijing）并于中央电视台9套（英语频道）接受《高端访谈》采访。在2010年，吕嘉参加了中国国际画廊博览会（CIGE）并再次涉足艺术北京（Fine Art Beijing）。 同年，中央电视台4套《华人世界》还为吕嘉特别制作了长达两小时的专访。

## 奖项和荣誉
2000年，吕嘉被圣地亚哥市授予“荣誉市民”称号。
2003年，作为全球华人500名人之一，吕嘉的作品及事迹整版收录于加拿大名人出版社出版的《龙行天下：世界杰出华人录》。
在关岛国际机场（Guam International Airport），屹立着一尊吕嘉根据自己的作品《焰》（Flame）进行设计的纪念雕像《生命女神》（Goddess of Life）。
2011年，吕嘉被《环球时报》评选为 “50位全球最受关注的中国人物”。

## 艺术作品
吕嘉的艺术作品包括：水墨画、油画、综合材料、水彩画、素描、雕塑以及有限高仿复制品。她的早期作品强烈渗透着范曾先生的传统美学风格，而当吕嘉的作品在加拿大全国巡展时，她运用混合材料所创作的自画像系列已对中国新社会的发展、消費主義和权力关系做出了审视。
吕嘉成熟的油画作品流露着浓厚的佛学思想，展示纯粹的女性审美主义，对女性躯体带有性意识的男性传统欣赏角度做出反弹。然而吕嘉的作品中仍有对男性人物的描绘。在多次采访中，吕嘉强调美感在其作品中的重要地位，并且她认为美感正是“力度”和“智慧”的体现。

## 家庭
父亲吕恩谊为油画家。